# هيدروجين
الهيدروجين  هو عنصر كيميائي له الرمز H وله العدد الذرّي 1. يقع الهيدروجين في الجدول الدوري ضمن عناصر الدورة الأولى وفوق عناصر المجموعة الأولى. في الظروف القياسيّة من الضغط والحرارة يكون الهيدروجين غازًا عديم اللون والرائحة، سريع الاشتعال، غير سام، ثنائي الذرّة أحادي التكافؤ له الصيغة الجزيئيّة H2. أكثر نظائر الهيدروجين وفرةً هو البروتيوم، الذي له الرمز 1H ويتألّف من بروتون واحد فقط دون وجود نيوترونات في النواة.
يعدّ الهيدروجين أخفّ العناصر الكيميائيّة وأكثرها وفرةً في الكون، حيث يشكّل 75% من حجم الكون. إنّ أغلب الهيدروجين الموجود على الأرض يوجد على شكل جزيئي وذلك بدخوله على شكل رابطة تساهمية في بنية الماء ومعظم المركبات العضويّة.

## التاريخ

### الاكتشاف وأصل التسمية

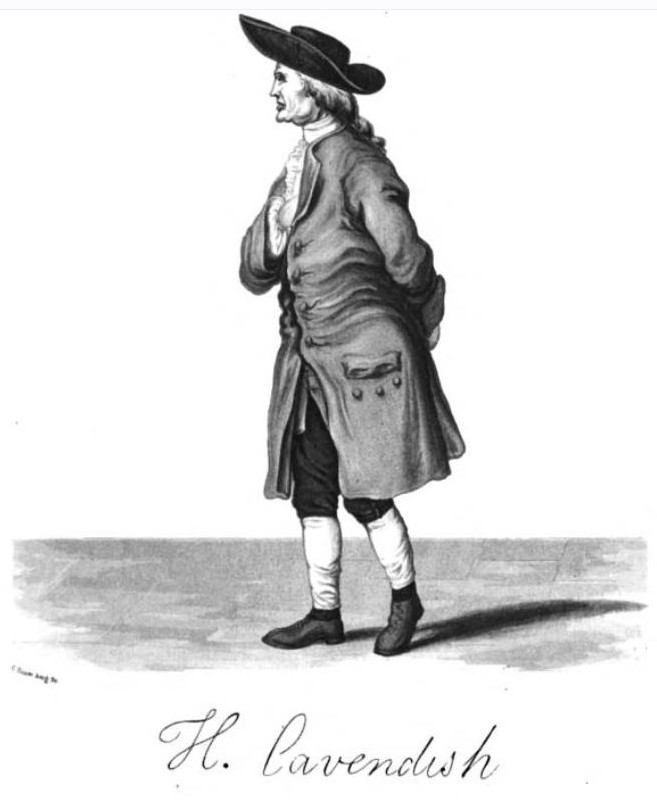
هنري كافيندش، مكتشف الهيدروجين

يعود الفضل في اكتشاف الهيدروجين إلى العالم هنري كافيندش وذلك عام 1766 حيث عرف الهيدروجين لأوّل مرّة كمادّة متميّزة عن غيرها من الغازات القابلة للاشتعال. سمّى كافيندش الغاز المنطلق الناتج عن تفاعل الفلزّات مع الأحماض الممدّدة بالهواء القابل للاشتعال، وافترض أنّ هذه المادّة مماثلة للمادّة الافتراضيّة فلوجستون، وفي عام 1781 اكتشف أنّ هذا الغاز يعطي باحتراقه الماء، لذلك ينسب اكتشاف هذا العنصر له.
في عام 1783، قام العالم أنطوان لافوازييه بمنح العنصر المكتشف اسم الهيدروجين، وذلك باشتقاق التسمية من الإغريقيّة، حيث أن لفظة هيدرو ὕδρω تعني ماء، ولفظة جين γενῆς تعني مكوّن أو مولّد أو مشكّل، وذلك عندما قام هو وبيير لابلاس بإعادة تجربة كافنديش بتشكيل الماء عند حرق الهيدروجين.

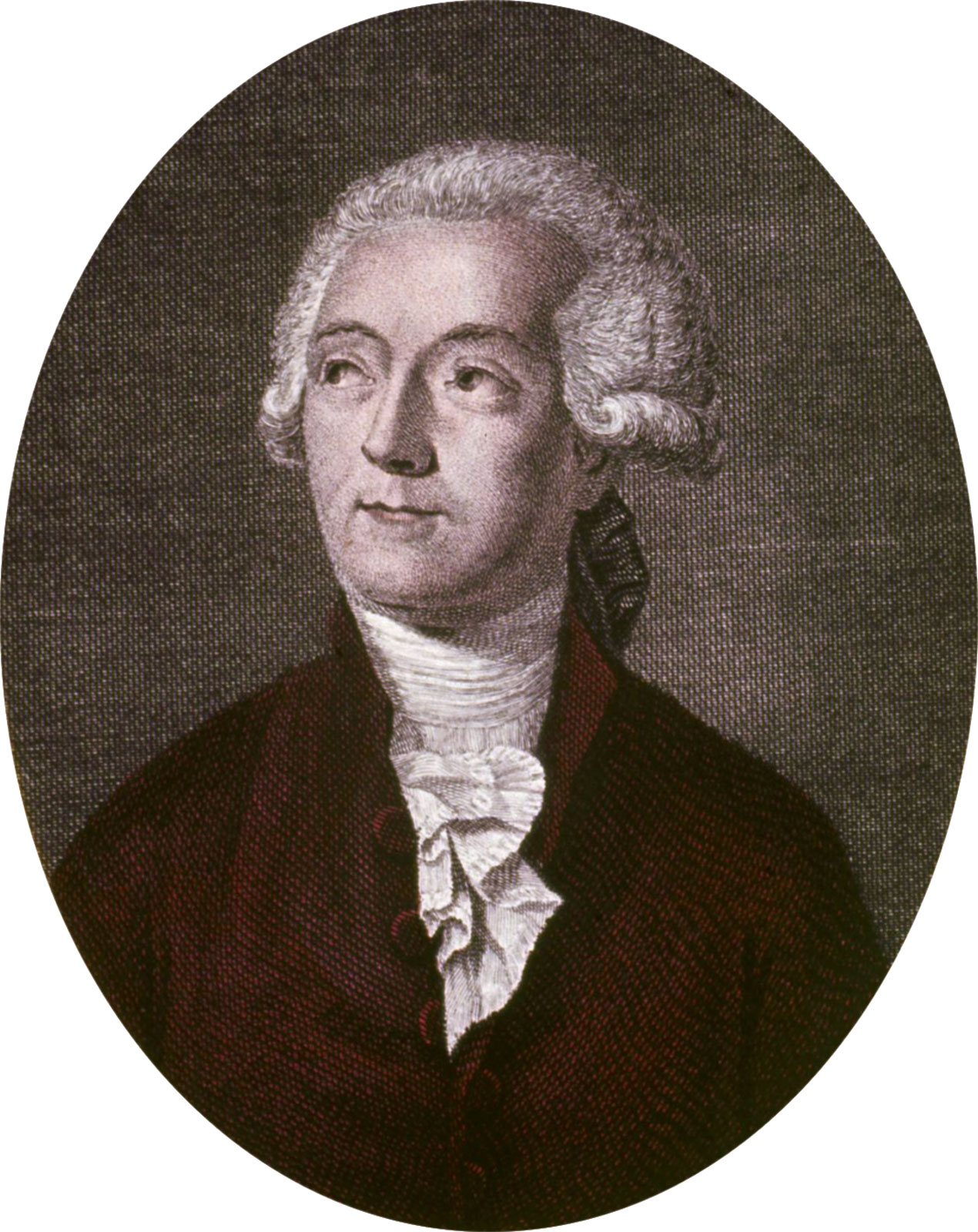
أنطوان لافوازييه، مقترح تسمية الهيدروجين

سُيّل الهيدروجين لأوّل مرّة عام 1898 من قبل جيمس ديوار باستعمال التبريد لتسييل الغاز وبحفظه في إناء ديوار. في العام التالي قام ديوار بتحضير الهيدروجين الصلب. اكتشف نظير الهيدروجين المسمّى ديوتيريوم من قبل هارولد يوري عام 1931، في حين أنّ النظير الآخر تريتيوم اكتشف عام 1934 من قبل إرنست رذرفورد ومارك أوليفانت وباول هارتيك.
كان نفخ المناطيد من أوّل استخدامات الهيدروجين، وكان جاك شارل أوّل من قام بهذا العمل وذلك عام 1783. بناء على هذه الفكرة قام الكونت الألماني فرديناند فون زبلين بتسويق فكرة المناطيد المزوّدة بالهيدروجين، حيث أسّس لاحقاً شركة متخصّصة بهذا الشأن أسماها على اسمه مناطيد زبلين، والتي كانت الرحلة الأولى لها عام 1900. إلّا أنّ هذه المناطيد لم تكن آمنة وتراجع استخدامها بعد حادث تحطم هيندنبورغ.

### دوره في نظريّة الكم
نظراً للبنية الذريّة البسيطة لذرة الهيدروجين حيث تتألّف من بروتون واحد وإلكترون واحد، فإنّها استخدمت لتفسير نظرية البنية الذرّيّة، وذلك عن طريق تفسير طيف إصدار الهيدروجين في المجال المرئي.
تعدّ ذرّة الهيدروجين على سبيل المثال، الذرّة الوحيدة المعتدلة التي لها حلّ في معادلة شرودنغر.

## الوفرة الطبيعيّة

### في الكون
يعدّ الهيدروجين بالشكل الذرّي H أكثر العناصر الكيميائيّة وفرةً في الكون حيث يشكّل 75% من الكتلة بالنسبة لباقي العناصر، وفي نفس الوقت أكثر من 90% بالنسبة لعدد ذرّات العناصر في الكون. تجدر الإشارة بأنّ معظم كتلة الكون توجد على شكل مغاير للمادّة الموجودة على الأرض وذلك من حيث ارتباط العناصر، ولكن يعتقد أنّها توجد على شكل مادّة وطاقة مظلمة.
يوجد عنصر الهيدروجين بكميّات كبيرة في النجوم والعماليق الغازيّة، كما تلعب السحب الجزيئيّة للهيدروجين H2 دوراً في ولادة النجوم وفي تزويدها بالوقود اللازم من خلال سلسلة تفاعل بروتون-بروتون ومن خلال دورة كربون-نيتروجين-أكسجين CNO لتشكيل الهيليوم عن طريق الاندماج النووي.
إنّ عنصر الهيدروجين الموجود على مدى الكون يكون في الحالة الذرية وفي حالة البلازما واللتان تختلفان بخواصهما عن شكل الهيدروجين الجزيئي. في حالة البلازما مثلاً، فإنّ إلكترون وبروتون الهيدروجين غير مرتبطين ببعضهما البعض، إنّما في حالة سحابة متداخلة، ممّا يمنحه ناقلية كهربائية وإشعاعيّة عالية كحالته في النجوم مثل الشمس، وتدعى حالته تلك باسم أنيون الهيدروجين. هذه الجسيمات المشحونة تتأثّر بالمجالات المغناطيسيّة والكهربائيّة، كما يحدث في الرياح الشمسيّة التي تتأثّر بالغلاف المغناطيسي للأرض مشكّلةً تيارات بيركلاند والشفق القطبي. بالمقابل، فإنّ الحالة الذرّيّة المعتدلة للهيدروجين تكثر في الأوساط بين النجميّة، حيث أنّ أنظمة لايمان-ألفا المخمّدة توجد فيها كمّيّات كبيرة من الهيدروجين الذرّي المعتدل مشكّلة قسماً كبيراً من كثافة الباريونات الكونيّة حيث تؤدّي إلى حدوث انزياح أحمر بمقدار z=4 في الكون.

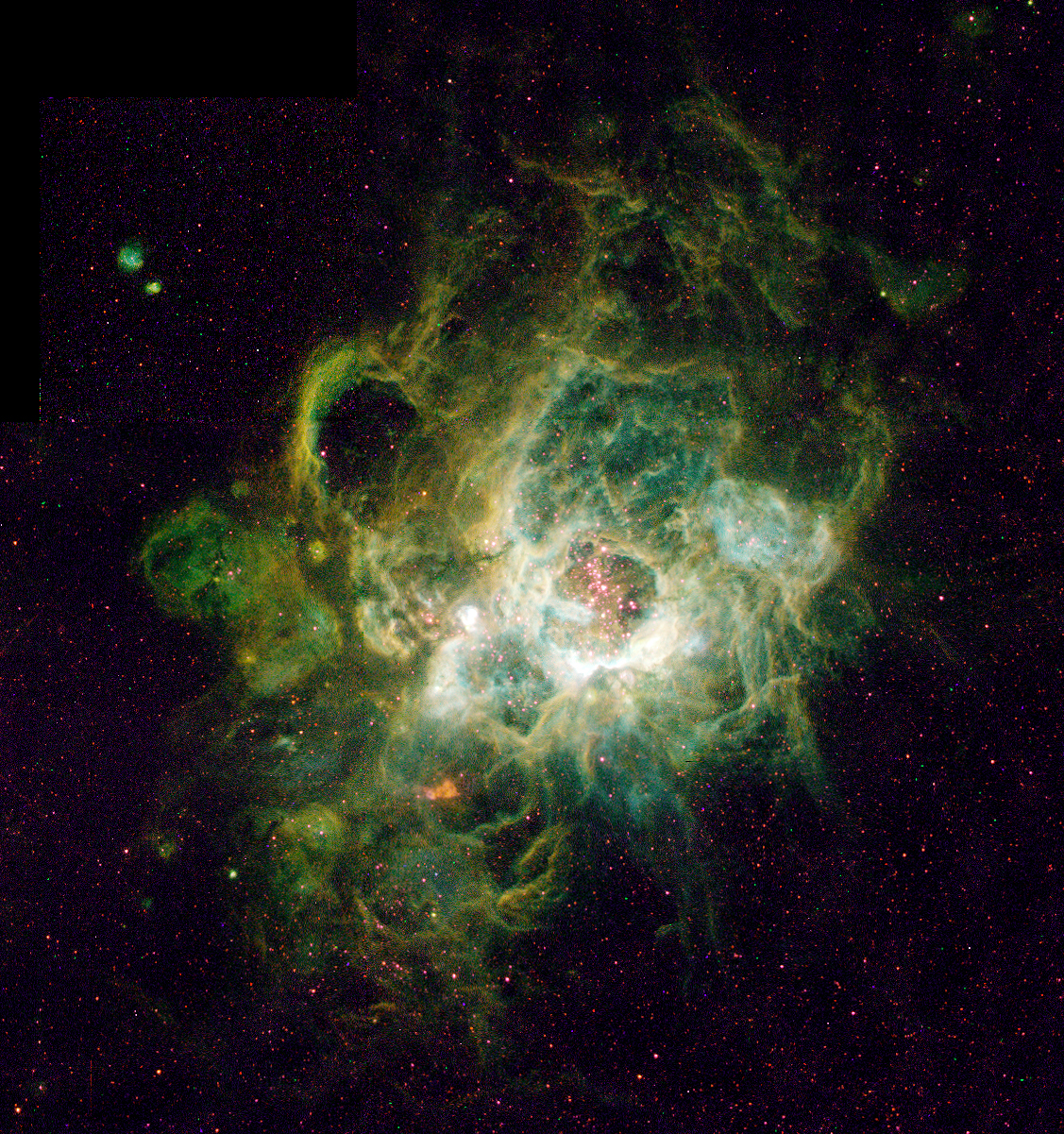
NGC 604: منطقة عملاقة من الهيدروجين المتأيّن في مجرة المثلث.

يتوافر الهيدروجين خارج الأنظمة النجميّة على شكل سحب غازيّة، وذلك في مناطق الهيدروجين I حيث يوجد على شكل ذرّي معتدل غير متأيّن. هذه المناطق تصدر إشعاعاً له تردّد 1420 ميغا هرتز، والذي يسمّى خط هيدروجين. هذا الإشعاع يمكّن من تحديد مواقع تركّز الهيدروجين في الكون. بالمقابل، فإنّ السحب الغازيّة المتأيّنة للهيدروجين تسمى مناطق هيدروجين II. في هذه المناطق الأخيرة تصدر النجوم إشعاعاً بكمّيّات كبيرة، ممّا يمكّن من إجراء البحث حول تركيب المادّة المكوّنة للوسط بين النجمي.
يوجد شكل جزيئي للهيدروجين على نمط كاتيون ثلاثي الهيدروجين +H3 وذلك في الوسط بين النجمي نتيجة تأيّن الهيدروجين الجزيئي بالأشعّة الكونيّة. لوحظ وجود هذا الكاتيون في طبقات الغلاف الجوي العليا لكوكب المشتري. إنّ هذا الكاتيون يلعب دوراً مهمّاً في كيمياء الوسط بين النجمي. إنّ النمط المعتدل من الهيدروجين ثلاثي الذرة يصعب وجوده في الحالة المستقرّة، بالمقابل، فإنّ الكاتيون ثنائي الهيدروجين H+2 نادر الوجود في الكون.

### على الأرض
ضمن الشروط الطبيعيّة على الكرة الأرضيّة فإنّ عنصر الهيدروجين يوجد بالشكل الحرّ على نمط غازي ثنائي الذرة H2 ولكن بشكل نادر جداً، حيث يشكّل جزء واحد من المليون بالنسبة للحجم في الغلاف الجوّي. ينتج غاز الهيدروجين طبيعيّاً من بعض البكتريا والطحالب. بالمقابل، فإنّ عنصر الهيدروجين يوجد بوفرة كبيرة على سطح الأرض وذلك عندما يرتبط على شكل مركّبات كيميائيّة مثل الهيدروكربونات والماء، حيث يعدّ بذلك ثالث أكثر العناصر وفرةً على سطح الأرض وذلك بعد الأكسجين والسيليكون. إنّ أكثر من نصف المعادن المكتشفة لحدّ الآن تحوي في تركيبها على الهيدروجين.

## الإنتاج

### في المختبر
توجد عدة طرق مستخدمة في المختبرات الكيميائيّة لإنتاج كمّيات صغيرة من غاز الهيدروجين، لكنّها ليست مناسبة للتطبيق على مستوى صناعي.

#### تفاعل الفلزّات مع الأحماض
يحضّر الهيدروجين H2 مخبريّاً من تفاعل الأحماض الممدّدة مع فلزّات نشيطة مثل الحديد أو المغنسيوم أو القصدير أو الزنك كما في التفاعل:
{\displaystyle \mathrm {Zn\ +\ 2\ H^{+}\longrightarrow \ Zn^{2+}+\ H_{2}} }
يجب الانتباه إلى أنّ الفلزّات القلويّة والقلويّة الترابيّة تطلق الهيدروجين بشدّة، ممّا يجعل من الصعب السيطرة على التفاعل. أمّا المعادن الأخرى مثل الفضّة والذهب والزئبق والنحاس فهي لا تطلق الهيدروجين بتفاعلها مع الأحماض.

#### أثر الماء على هيدريدات الفلزّات
ينتج الهيدروجين مخبريّاً من أثر الماء على هيدريدات الفلزّات بتفاعل حلمهة كما في تفاعل الماء مع هيدريد الصوديوم أو هيدريد الكالسيوم:
{\displaystyle \mathrm {NaH\ +\ H_{2}O\longrightarrow \ NaOH+\ H_{2}} }
{\displaystyle \mathrm {CaH_{2}\ +\ H_{2}O\longrightarrow \ Ca(OH)_{2}+\ H_{2}} }

#### أثر الفلزّات المذبذبة على القواعد
ينتج الهيدروجين مخبريّاً من أثر بعض الفلزّات المذبذبة على القواعد:
{\displaystyle \mathrm {Zn\ +\ 2\ NaOH\longrightarrow \ Na_{2}ZnO_{2}+\ H_{2}} }

### صناعيّاً

#### من الماء
ينتج الهيدروجين من إجراء عملية تحليل كهربائي للماء، وهي طريقة قديمة بسيطة يمكن تطبيقها بتمرير تيار كهربائي بين قطبين كهربائيين مغموسين في الماء.
{\displaystyle \mathrm {2\ H_{2}O(l)\longrightarrow \ 2\ H_{2}(g)\ +\ O_{2}(g)\ } }
نتيجة لذلك يتشكّل الهيدروجين على المهبط في حين أنّ الأكسجين يتشكّل على المصعد. يصنع المهبط عادةً من البلاتين أو أيّ فلز خامل آخر. لا يمكن الاعتماد على هذه العمليّة لإنتاج الهيدروجين صناعيّاً لأنّها غير مجدية اقتصاديّاً، وذلك للطاقة الكبيرة المستهلكة لإجراء العمليّة، ولحدوث تفاعلات جانبيّة تقلّل من الكفاءة. إنّ الكفاءة النظريّة للعمليّة تقع ضمن مجال يتراوح بين 80–94%.
ينتج الهيدروجين أيضاً من التحليل الكهربائي للأجاج أثناء إنتاج الكلور.
لا زالت الأبحاث جارية لزيادة فعّالية العمليّة، من بينها بحث نشر عام 2007 يتضمّن وصف طريقة استخدام سبيكة من الألومنيوم والغاليوم على شكل حبيبات تضاف إلى الماء لتوليد الهيدروجين. هذه العملية تشكّل الألومينا بالإضافة إلى الغاليوم الذي يمنع تشكّل طبقة الأكسيد على الحبيبات ممّا يمكّن من إعادة استخدامها. هذه الطريقة توفّر أحد المقترحات لصالح اقتصاد الهيدروجين بحيث أنّ الهيدروجين يولّد في الموقع دون الحاجة لنقله.
من الطرق الأخرى التي لا تزال ضمن موضوع البحث استخدام طرق كيميائيّة حراريّة لإنتاج الهيدروجين من الطاقة الشمسيّة لتحليل الماء دون استخدام الكهرباء كمصدر للطاقة. هنالك أكثر من 200 طريقة لا تزال ضمن دائرة البحث العلمي. تدعى هذه الطرق بالدورات الكيميائية الحرارية . من الأمثلة المقترحة: دورة أكسيد الحديد ودورة أكسيد السيريوم الرباعي-أكسيد السيريوم الثلاثي ودورة زنك-أكسيد الزنك ودورة كبريت-يود ودورة نحاس-كلور ودورة الكبريت الهجينة.

#### من الوقود الأحفوري
إنّ أكثر الطرق كفاءةً من الناحية الاقتصاديّة لإنتاج الهيدروجين هي عملية إصلاح بخاري للهيدروكربونات وخاصّة بالنسبة للغاز الطبيعي. ينتج الهيدروجين في هذه العمليّة كناتج ثانوي حيث يمرّر بخار الماء عند درجات حرارة مرتفعة تتراوح بين 700 إلى 1000°س على الهيدروكربونات (غاز الميثان في المثال أدناه) وينتج بذلك غاز الاصطناع، وهو مزيج من الهيدروجين وأحادي أكسيد الكربون.
{\displaystyle \mathrm {CH_{4}\ +\ H_{2}O\longrightarrow \ CO+\ 3\ H_{2}} }
هذا التفاعل يفضّل إجراؤه تحت ضغوط منخفضة ولكن عمليّاً يجرى تحت ضغوط مرتفعة (حوالي 2 ميغا باسكال)، لأن تسويق الهيدروجين المضغوط أسهل، ولأنّ أنظمة وحدات الامتزاز بالضغط المتأرجح تعمل بشكل أفضل عند ضغوط مرتفعة. يستعمل غاز الاصطناع بشكل رئيسي لإنتاج الميثانول والمركّبات المتعلّقة.
تتضمّن عملية الإصلاح البخاري استخدام زيادة من بخار الماء، ولضبط كميّة الغازين إلى بعضهما البعض يستخدم تفاعل انزياح ماء-غاز لتوليد كمّيّة إضافيّة من الهيدروجين، وذلك بوجود حفّاز من أكسيد الحديد. هذا التفاعل بدوره يعدّ طريقة صناعيّة لتحضير ثنائي أكسيد الكربون.
{\displaystyle \mathrm {CO\ +\ H_{2}O\longrightarrow \ CO_{2}+\ H_{2}} }
من إحدى الطرق الأخرى المهمّة لإنتاج الهيدروجين هي الأكسدة الجزئيّة للهيدروكربونات:
{\displaystyle \mathrm {2\ CH_{4}\ +\ O_{2}\longrightarrow \ 2\ CO+\ 4\ H_{2}} }
واستخدام الفحم كإحدى المواد الأوليّة لتفاعل انزياح ماء-غاز:
{\displaystyle \mathrm {C\ +\ H_{2}O\ \longrightarrow \ CO\ +\ H_{2}} }
ينتج الهيدروجين أحياناً في العمليّات الصناعيّة ويستهلك في نفس العملية دون الحاجة إلى فصله. ففي عملية هابر لإنتاج الأمونيا يتولّد الهيدروجين من الغاز الطبيعي لاستخدامه من أجل الإنتاج.

### طرائق بديلة
يجري البحث في الوقت الراهن على إيجاد طرق بديلة لإنتاج الهيدروجين نتيجة ازدياد الطلب على مصادر الطاقة إمّا باستخدام الأشنيات الخضراء أو الأنزيمات. من الاقتراحات التي ظهرت مؤخراً عام 2014 استخدام طريقة محفّزة أنزيمياً لتحويل الزيلوز إلى الهيدروجين. تتضمّن العمليّة استخدام 13 أنزيم من ضمنها زيلولوكيناز Xylulokinase متعدد الفوسفات.

## النظائر

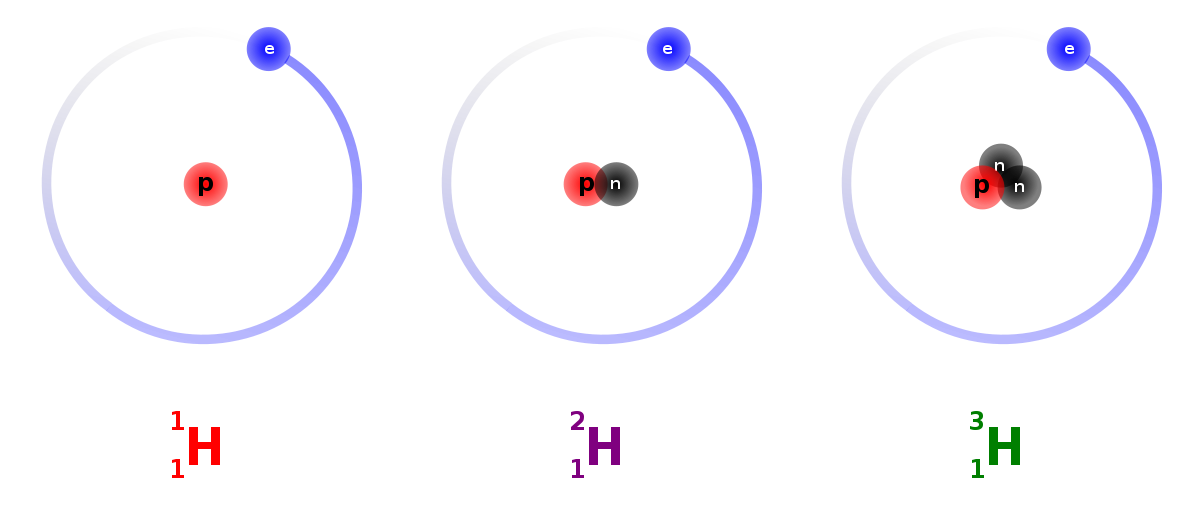
نظائر الهيدروجين: البروتيوم والديوتيريوم والتريتيوم

للهيدروجين ثلاثة نظائر رئيسيّة وهي 1H ويدعى البروتيوم وله الرمز H، و2H ويدعى ديوتيريوم وله الرمز D، و3H ويدعى تريتيوم وله الرمز T. وبذلك يعدّ الهيدروجين العنصر الوحيد الذي لنظائره أسماءً مختلفة، حيث أن أسماء نظائر باقي العناصر يشار إليها باسم العنصر مرفقاً بعدد النيوترونات في النواة.
| النظير | الاسم     | الرمز | الخواص |
| ------ | --------- | ----- | --- |
| 1H     | بروتيوم   | H     | أكثر نظائر الهيدروجين ثباتاً وأخفّها ، وله نواة ذرة تتكون من بروتون واحد، ويستخدم الاسم بروتيوم للتعبير عن هذا النظير (اسم غير شائع الاستخدام). لهذا النظير وفرة نسبيّة مقدارها 99.98%. |
| 2H     | ديوتيريوم | D     | للنظير 2H نيوترون بالإضافة إلى البروتون الموجود في النواة، ويسمى ديوتيريوم وله الرمز D. وهو يشكل 0.015% من ذرّات الهيدروجين في الطبيعة. إنّ الديويتيريوم عبارة عن نظير غير مشعّ ولا يشكّل خطراً على جسم الإنسان. تستخدم المركّبات والمذيبات الموسومة بالديوتيريوم في تجارب مطيافية الرنين المغناطيسي النووي. يدعى الماء الذي تكون جزيئاته مخصّبة بالديوتيريوم D مكان الهيدروجين (البروتيوم) H باسم الماء الثقيل. والديوتيريوم قليل جدًا في الماء، إذ توجد منه ذرّة واحدة فقط مقابل 6700 ذرة من البروتيوم. يستعمل الماء الثقيل في المفاعلات النوويّة كمهدّئ للنيوترونات وكمادّة تبريد. يعدّ الديويتيريوم كأحد الاحتمالات الممكنة للاستخدام كوقود للاندماج النووي. |
| 3H     | تريتيوم   | T     | للنظير 3H نواة تتكون من نيوترونين اثنين وبروتون واحد، ويعرف باسم تريتيوم وله الرمز T. يعدّ التريتيوم نظيراً مشعّاً ويضمحلّ عبر إشعاع بيتا إلى النظير هيليوم-3 وذلك بعمر نصف مقداره 12.32 سنة. يوجد التريتيوم في الطبيعة بنسبة ضئيلة جدّاً وذلك من أثر الأشعّة الكونيّة على غازات الغلاف الجوي. أدّت التجارب النوويّة إلى إصدار نسبة من التريتيوم في الطبيعة. يستخدم التريتيوم في مفاعلات الاندماج النووي، وكمادّة تتبّع في جيوكيمياء النظائر وفي إضاءة التريتيوم وكمادّة للوسم الإشعاعي في التجارب الكيميائيّة والحيويّة. |

للهيدروجين نظائر مشعّة أخرى لا توجد في الطبيعة وهي هيدروجين-4 4H و هيدروجين-5 5H و هيدروجين-6 6H بالإضافة إلى هيدروجين-7 7H المصطنع حديثاً.

## الخواص الفيزيائيّة
الهيدروجين أخفّ العناصر الكيميائيّة على الإطلاق وأقلّها كثافةً حيث يتكوّن من بروتون وإلكترون واحد. في درجة الحرارة والضغط القياسيّين يكون الهيدروجين على شكل غاز ثنائي الذرة. يعدّ غاز الهيدروجين H2 أخفّ من الهواء بحوالي 14 مرة، وله درجة غليان مقدارها 21.15 كلفن (−252 °س) ودرجة انصهار 14.02 كلفن (−259 °س). تبلغ انحلالية (ذوبانية) الهيدروجين في الماء حوالي 1.6 مغ/ل. يتميّز الهيدروجين عن باقي الغازات أنّ له أكبر قدرة على الانتشار، وأنّ له أعلى ناقلية حرارية وأنّ له أكبر قدرة على التدفق، كما أنّ له لزوجة منخفضة نسبيّاً.
إنّ الهيدروجين له قابليّة عالية للانحلال في العناصر الأرضية النادرة والفلزات الانتقاليّة، كما أنّه ينحلّ في الفلزّات اللابلّورية. إنّ انحلاليّة الهيدروجين في الفلزّات تتأثّر بوجود عدم انتظام موضعي وبوجود شوائب في الشبكة البلّوريّة. هذه الخواص تفيد بمعرفة مدى نقاوة الهيدروجين بتمريره عبر أقراص ساخنة من البالاديوم. بالمقابل تمثّل هذه الانحلاليّة إحدى المشاكل في التعدين، حيث تؤدي إلى حدوث ظاهرة التقصّف الهيدروجيني للعديد من الفلزّات، ممّا يجعلها أكثر هشاشةً وعرضةً للكسر، ممّا يعقّد من مسألة نقل وتخزين الهيدروجين.

خطوط طيف إصدار الهيدروجين في المجال المرئي، هنالك أربعة خطوط مرئيّة من سلسلة بالمر.

يظهر الهيدروجين خطوط طيفيّة مميّزة في المجال المرئي، تدعى بسلسلة بالمر، والتي تقع عند 656 و 468 و 434 و 410 نانومتر. هنالك أيضاً سلسلة من الخطوط الطيفيّة للهيدروجين واقعة ضمن مجال الأشعة تحت الحمراء (وهي: سلسلة باشن وسلسلة براكيت وسلسلة بفوند) بالإضافة إلى الخطوط الواقعة ضمن مجال الأشعة فوق البنفسجيّة (سلسلة لايمان) وذلك بالنسبة للطيف كهرومغناطيسي.
يبدي الهيدروجين H2 ضمن حقل مغناطيسي خاصيّة مغناطيسية معاكسة ضعيفة جداً، حيث أنّ القابليّة المغناطيسيّة له {\displaystyle \chi _{m}} يبلغ مقدارها −2.2×10−9. يعدّ الهيدروجين عازلاً للتيار الكهربائي، حيث أنّ شدة العزل له كبيرة في الحقول الكهربائيّة.

### أطوار الهيدروجين

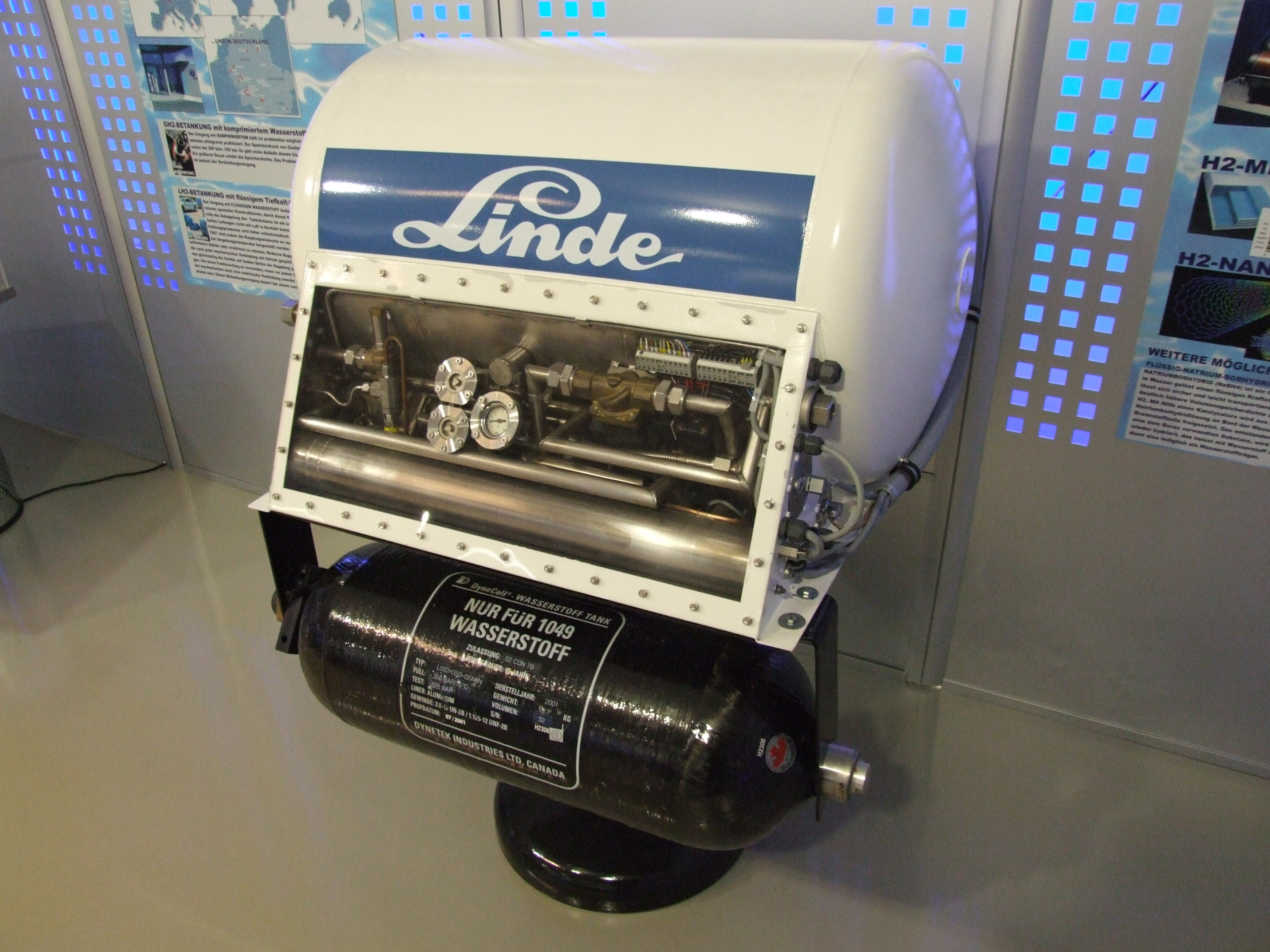
وعاء تخزين للهيدروجين السائل

يوجد الهيدروجين في الشروط القياسيّة من الضغط ودرجة الحرارة على شكل غاز ثنائي الذرة H2. عند درجات حرارة أقلّ من 21.15 كلفن يتكاثف الهيدروجين إلى سائل عديم اللون يدعى بالهيدروجين السائل ويرمز له LH2. يبدأ الهيدروجين بتشكيل بلّورات صلبة عند درجة حرارة مقدارها 14.02 كلفن (−259.2 °س) ويتشكّل عندها مزيج من الهيدروجين السائل والهيدروجين الصلب، والذي يدعى بالطين الهيدروجيني. عند درجات حرارة أقلّ من 14.02 كلفن يوجد الهيدروجين بالشكل الصلب فقط.
بخلاف الهيليوم الذي يبدي عند تسييله ميوعة فائقة فإنّ الهيدروجين لا يبدي هذه الخاصيّة. تعدّ النقطة الثلاثيّة للهيدروجين، حيث توجد الأطوار الثلاثة للهيدروجين في حالة توازن، إحدى النقاط الثابتة في مقياس درجة الحرارة العالمي ومقدارها 13.8033 كلفن عند ضغط 7.042 كيلو باسكال. تقع النقطة الحرجة للهيدروجين عند درجة حرارة مقدارها 33.18 كلفن وذلك عند ضغط مقداره 13.0 بار.
تنبّأ فريق بحث سوفييتي في السابق أنّ الهيدروجين يكتسب فجأة لدى تعريضه إلى ضغط يبلغ ثلاثة ملايين ضغط جوّي خاصّة غريبة وهي أنه يصبح ناقلاً للكهرباء كأيّ فلز من الفلزّات المعروفة. تحت ظروف الضغط العالية، كالتي توجد في مركز العملاق الغازي يفقد الهيدروجين خواصّه ويصبح على شكل هيدروجين فلزي. وتحت ظروف الضغط المنخفض كالتي توجد في الفضاء، يميل الهيدروجين لأن يتواجد على شكل ذرّات مفردة، نظراً لعدم وجود ظروف مناسبة لها لأن تتّحد. بالمقابل، تتكون سحب من الهيدروجين H2 عند ولادة النجوم.

### مستويات الطاقة الإلكترونيّة
إنّ مستوى الطاقة للحالة الأرضيّة للإلكترون الموجود في ذرّة الهيدروجين يساوي 13.6 إلكترون فولت، والذي يعادل تقريباً طاقة فوتون من المنطقة فوق البنفسجيّة له طول موجة مقداره 92 نانو متر.
يمكن عن طريق نموذج بور أن يتم حساب مستويات طاقة الهيدروجين بطريقة شبه دقيقة. ويتمّ هذا بجعل الإلكترون يدور حول البروتون مثلما تدور الأرض حول الشمس. ولكنّ الأرض لها مدار ثابت حول الشمس محكوم بقوى الجاذبية بين الأرض والشمس، أمّا الإلكترون فإنّه يحتفظ بمداره تحت تأثير القوة الكهرومغناطيسيّة. كما يوجد فرق آخر بين النظامين، وهو أنّه طبقاً لميكانيكا الكمّ يمكن للإلكترون أن يكون على مسافة ثابتة فقط من البروتون. وعند عمل تصوّر لذرّة الهيدروجين طبقاً لهذا النظام وفق نموذج بور فإنّ هنالك طاقات مسموحة ومحدّدة للإلكترون. يمكن تقديم وصف أدقّ لذرّة الهيدروجين من خلال استعمال معادلة شرودنغر أو بحساب احتماليّة تواجد الإلكترون حول البروتون باستخدام حسابات فاينمان.

### أشكال ارتباط الهيدروجين الجزيئي

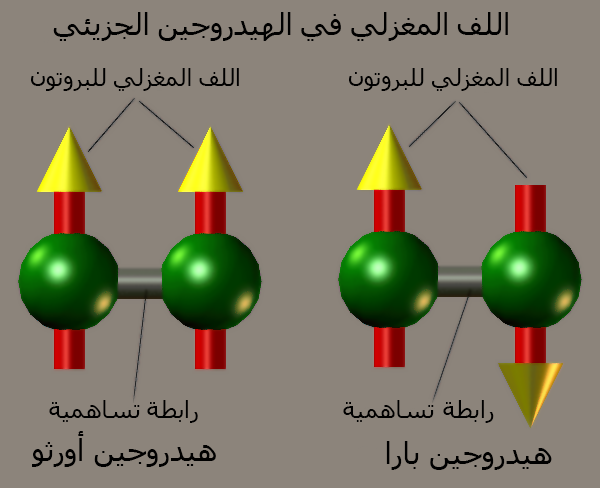
أشكال ارتباط الهيدروجين الجزيئي، أورثو و بارا

في الظروف العاديّة فإنّ غاز الهيدروجين الجزيئي H2 عبارة عن خليط من نوعين يختلفان عن بعضهما البعض وذلك باتّجاه اللف المغزلي للبروتون. تدعى هاتان الحالتان أورثو وبارا. في حالة الهيدروجين أورثو فإنّ البروتونين يقومان بلفّ مغزلي موازي، أمّا في حالة الهيدروجين بارا فإنّ اللفّ المغزلي لبروتوني النواة يكون باتّجاه معاكس.
في الظروف القياسيّة يتكوّن الهيدروجين من 25% من النمط بارا و 75% من النمط أورثو. تعتمد نسبة التوازن بين هذين الشكلين على درجة الحرارة، خاصّةً أنّ الهيدروجين أورثو له طاقة أكبر ويكون في الحالة المثارة، فبالتالي لا يكون مستقراً في حالته النقيّة. لذلك فإنّ إجراء عمليّة تكثيف سريعة للهيدروجين، تجعله حاوياً على نسبة أكبر من النمط أورثو عالي الطاقة، والذي يتحول ببطء إلى النمط بارا. عند درجات حرارة منخفضة جدّاً فإنّ الهيدروجين يكون بشكل شبه حصري من النمط بارا. يمكن تمييز ظاهرة وجود أورثو/بارا الهيدروجين في المركّبات الحاوية على الهيدروجين مثل الماء أو مجموعة الميثيلين، ولكن لذلك تأثير ضئيل على خواصها الحراريّة.
إنّ لخاصّيّة تحوّل الهيدروجين المكثّف بين النمطين أورثو/بارا لها أهميّة في مجال تحضير وتخزين الهيدروجين السائل، حيث أنّ التحوّل من النمط أورثو إلى النمط بارا عمليّة ناشرة للحرارة، بحيث أنّها تقدّم حرارة كافية لتبخير قسم من الهيدروجين السائل، ممّا يؤدّي إلى حدوث خسارة في المادّة المسالة. من أجل ذلك تضاف حفّازات لعمليّة تحوّل أورثو/بارا مثل أكسيد الحديد الثلاثي وأكسيد الزنك.

## الخواص الكيميائيّة

### الاحتراق

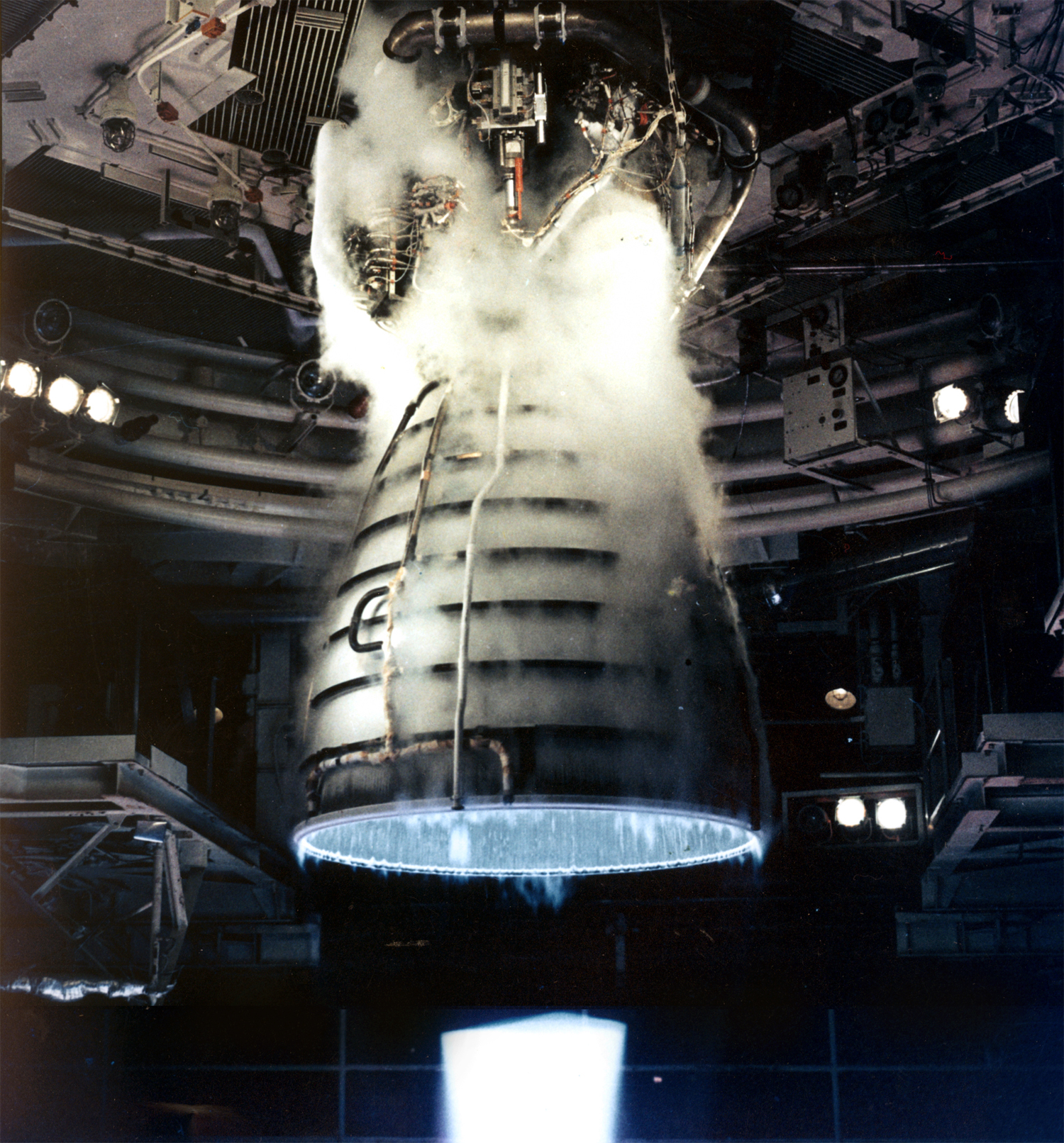
احتراق غاز الهيدروجين مع الأكسجين في محرّك مكوك الفضاء الرئيسي.

إنّ غاز الهيدروجين سريع الاشتعال ويحترق في الهواء ضمن مجال كبير من التركيز يتراوح بين 4% و 75% تركيز حجمي. إنّ المحتوى الحراري القياسي للاحتراق بالنسبة لغاز الهيدروجين يبلغ −286 كيلوجول/مول.
يحدث تفاعل الاحتراق وفق التفاعل:
{\displaystyle \mathrm {2\ H_{2}(g)\ +\ O_{2}(g)\ \rightarrow 2\ H_{2}O(l)} }
يمكن أن يتشكّل مزيج انفجاري مع الهواء بتراكيز منخفضة من الهيدروجين وذلك بوجود مصدر حراري أو نتيجة تماس كهربائي. إن درجة حرارة الاشتعال الذاتي للهيدروجين تبلغ 500°س. يصدر الهيدروجين بتفاعله مع كمّيّات كبيرة من الأكسجبن عند الاحتراق لهباً لا يرى بالعين المجرّدة، لأنّ له إصدار في منطقة الأشعّة فوق البنفسجيّة، ممّا يتطلّب وجود كواشف خاصّة للهب من أجل الكشف عن الهيدروجين المحترق. في الشروط العادية يحترق الهيدروجين بلهب أزرق يشبه لهب احتراق الغاز الطبيعي.

### المركّبات الكيميائيّة

#### العضويّة والتساهميّة
يتفاعل غاز الهيدروجين مع العناصر المؤكسدة التي لها كهرسلبية كبيرة مثل الأكسجين حيث يتشكل الماء عن طريق مخلوط هيدروجين وأكسجين. كما يتفاعل مع الفلور والكلور ليشكّل الهاليدات الموافقة: فلوريد وكلوريد الهيدروجين، والتي تعدّ من الأحماض الأكّالة. في هذه المركّبات يكون للهيدروجين شحنة جزئيّة موجبة، وغالباً ما تكون له عدد أكسدة مقداره +1. عند ارتباط الهيدروجين مع الأكسجين أو النتروجين أو الفلور فإنّ الهيدروجين يشكّل نوعاً من أنواع الروابط الكيميائية التي تدعى رابطة هيدروجينية، والتي لها أهمّيّة كبيرة في استقرار الجزيئات الحيويّة.
يشكّل الهيدروجين مع الكربون بالإضافة إلى عدة ذرّات غير متجانسة أخرى طيفاًً واسعاً من المركّبات الكيمائيّة التي تدعى الهيدروكربونات، والتي تصنّف تحت المركّبات العضويّة.

#### الهيدريدات
يشكّل الهيدروجين مركّبات أيضاً مع عناصر لها كهرسلبيّة ضعيفة نسبياً مثل الفلزّات وأشباهها، حيث يحمل الهيدروجين في المركّبات الناتجة شحنة جزئيّة سالبة H−. تدعى هذه المركّبات باسم الهيدريدات.

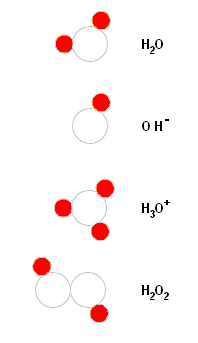
أشكال ارتباط الهيدروجين مع الأكسجين

غالباً ما يطلق اسم الهيدريدات عند ارتباط الهيدروجين مع عناصر المجموعة الأولى والثانية كما في مركبات هيدريد الليثيوم وهيدريد الصوديوم وهيدريد الروبيديوم بالإضافة إلى هيدريد الكالسيوم. هنالك حالات قليلة يرتبط فيها الهيدروجين على شكل هيدريد مع فلزّات أخرى مثل الألومنيوم كما في هيدريد الألومنيوم وفي هيدريد ألومنيوم الليثيوم.

#### الأحماض
إنّ أكسدة الهيدروجين تؤدّي إلى فقدان إلكترون ليعطي جسيم +H والذي لا يحتوي على أيّ إلكترون آخر وتتكوّن نواته من بروتون واحد، لذلك يدعى +H باسم البروتون، والذي له أهمّيّة كبيرة في تكوين الأحماض حسب نظرية برونستد-لوري والتي تكون فيها الأحماض مانحة للبروتون في حين أن القواعد مستقبلة للبروتون.
لا يمكن عزل البروتون في الأوساط المائيّة حيث يوجد على شكل أيون الهيدرونيوم +H3O. على أرض الواقع يوجد الهيدروجين على شكل أيونات أوكسونيوم أخرى في الأوساط الحمضيّة ومع مذيبات أخرى.

#### الأكاسيد
يعدّ الماء من الناحية الكيميائيّة النظريّة أكسيداً للهيدروجين، كما يعدّ الماء الأكسجيني، والذي اسمه العلمي بيروكسيد الهيدروجين H2O2 عبارة عن بيروكسيد للهيدروجين.
هناك أيضاً مركّب أكسجيني آخر للهيدروجين يعرف باسم ثلاثي أكسيد ثنائي الهيدروجين (أو تريوكسيدان) وله الصيغة H2O3.

## الدور الحيوي

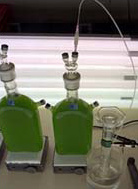
إنتاج الهيدروجين الحيوي عن طريق الطحالب

يعدّ الهيدروجين H2 أحد النواتج الطبيعية لبعض أنواع الاستقلاب اللاهوائي (التخمّر) وينتج من قبل عدّة أنواع من الميكروبات وذلك من خلال تفاعل محفّز بأنزيمات حاوية في تركيبها على الحديد أو النيكل وتدعى باسم هيدروجيناز. هذه الأنزيمات تحفّز تفاعل أكسدة-اختزال بين H2 وبين بروتونين وإلكترونين اثنين. على سبيل المثال، ينتج غاز الهيدروجين عند عمليّة استقلاب البيروفات إلى الماء.
إنّ عمليّة فصل الماء إلى مكوّناته من الأكسجين والهيدروجين تحدث في التفاعلات الضوئيّة التي تحدث في المتعضّيّات المعتمدة على التركيب الضوئي في بقائها. هنالك بعض الأنواع من الطحالب الخضراء (الاسم العلمي: Chlamydomonas reinhardtii) وأنواع من الجراثيم الزرقاء (زراقم) تقوم بنوع من التفاعلات المظلمة (غير المعتمدة على الضوء) حيث تجري عمليّة اختزال تتحوّل فيها البروتونات والإلكترونات لتشكّل غاز الهيدروجين بنوع خاص من أنزيم الهيدروجيناز الموجود في البلاستيدات الخضراء. تجري بعض الأبحاث لتعديل هيدروجيناز الجراثيم الزرقاء لتقوم بإنتاج H2 حتّى بوجود الأكسجين. كما أنّ هناك محاولات أخرى لإنتاج الهيدروجين من الطحالب المعدّلة وراثياً من أجل إنتاج الهيدروجين الحيوي.
يوجد الهيدروجين في جسم الإنسان والثديّات الأخرى على شكل مركّبات كيميائيّة حيويّة كالماء والسكريات (الكربوهيدرات). يحتلّ الهيدروجين المرتبة الثالثة من حيث ترتيب العناصر الموجودة في جسم الإنسان وذلك بالنسبة للكتلة. على سبيل المثال بالنسبة لإنسان يزن 70 كيلوغرام فإنّ حوالي 10% منه (أي 7 كغ) عبارة عن هيدروجين. فقط الأكسجين (حوالي 63% من الوزن) والكربون (حوالي 20% من الوزن) يفوقان الهيدروجين في هذا الترتيب. إذا قمنا بترتيب العناصر في جسم الإنسان بالنسبة لعددها، فإنّ الهيدروجين بذلك يحتلّ صدارة القائمة (عدد الذرّات الموجودة في 7 كغ في جسم الإنسان توافق 3.5×103 مول أي 4.2×1027 ذرة هيدروجين).

## الاندماج النووي الكوني
عن طريق الاندماج النووي تستمدّ الشمس حرارتها وكذلك النجوم. في هذا التفاعل تندمج ذرّات الهيدروجين في درجة حرارة نحو 12 مليون درجة مئويّة وضغط عالي جداً فيتكوّن الهيليوم. يقوم النجم بذلك التفاعل أثناء 90% من عمره، بعد ذلك يكون الجزء الأكبر من الهيدروجين قد استهلك وتحوّل إلى هيليوم.
يمكن سريان التفاعل الاندماجي بطريقتين، وبواسطتهما يلتحم 4 بروتونات وهي أنوية الهيدروجين فتتكوّن نواة الهيليوم 4He عن طريق:
- الالتحام المباشر في تفاعل بروتون-بروتون المتسلسل
- دورة كربون-نيتروجين-أكسجين (دورة CNO) والتي تلعب العناصر الثقيلة كربون ونيتروجين وأكسجين دوراً فيها.

وعند حساب الطاقة الناتجة فيجب الأخذ في الحسبان تولّد اثنين من البوزيترونات في كلّ تفاعل يؤدي إلى هيليوم-4 سواء في تفاعل البروتون-بروتون أو في دورة CNO. يتفاعل كل بوزيترون مع أحد الإلكترونات في الحال عن طريق إفناء إلكترون-بوزيترون وينتجا طاقة إضافيّة قدرها 1.022 ميغا إلكترون فولت. أي أنّه يلزم لحساب الطاقة الناتجة حساب نقص الكتلة للأربعة بروتونات التي التحمت مكوّنة نواة الهيليوم بالإضافة إلى ضعف كتلة الإلكترون. ونقص الكتلة هو الفرق في كتلة المواد الداخلة في التفاعل وهي كتلة أربعة ذرات الهيدروجين (وهي تتكون من 4 بروتونات وأربعة إلكترونات) وطرح كتلة ذرّة الهليوم 4He.
كما ينتج عن ذلك أيضا نيوترينو يأخذ جزءاً من الطاقة ويغادر بها الشمس أو النجم.
وعن طريق الاندماج النووي يفقد الهيدروجين الداخل في التفاعل نحو 0.73% من كتلته تتحوّل إلى طاقة، وتلك ما يسمّى نقص الكتلة. ويمكن حساب الطاقة الناتجة عن ذلك النقص في الكتلة عن طريق المعادلة الشهيرة لأينشتاين وهي معادلة تكافؤ المادة والطاقة: E = mc² حيث m الكتلة و c سرعة الضوء في الفراغ.
يعتبر الاندماج النووي بين الهيدروجين لإنتاج الهيليوم أكثر التفاعلات النوويّة إنتاجاً للطاقة من بين التفاعلات النوويّة الأخرى.

## الاستخدامات

### تطبيقات في العمليّات الكيميائيّة
يدخل الهيدروجين كعنصر أساسي في العديد من العمليّات وذلك في الصناعات الكيميائيّة والنفطيّة. من أكبر الاستخدامات للهيدروجين هو دخوله في تصنيع الأمونيا من خلال عملية هابر-بوش وكذلك في عمليّات تحسين نوعيّة الوقود الأحفوري مثل عملية نزع الكبريت المهدرج والتكسير الهيدروجيني بالإضافة إلى كونه عامل أساسي في عمليّة الهدرجة.
يستخدم الهيدروجين كعامل اختزال في العديد من التطبيقات منها استخدامه لاختزال الخامات المعدنيّة.

### تطبيقات فيزيائيّة وهندسيّة
يستخدم الهيدروجين كغاز واقي في عمليات اللحام مثل عملية اللحام الهيدروجيني الذرّي. كما يستخدم الهيدروجين في أبحاث التبريد العميق بما فيها دراسات حول الموصليّة الفائقة.
نظراً لأن له مقاومة مائع ولزوجة منخفضة، يستخدم الهيدروجين في تبريد المولّدات التوربينيّة.
يستعمل مزيج من غاز الهيدروجين مع غاز النيتروجين من أجل الكشف عن وجود تسريبات دقيقة في الأنظمة المستخدمة في الصناعات الكيميائيّة ومحطّات توليد الطاقة وفي صناعة السيّارات والمركبات الفضائيّة. يسمح استخدام غاز الهيدروجين في الاتحاد الأوروبي كمادّة للكشف عن تسريبات أغلفة الأغذية وله رقم إي (E 949)، كما يستفاد من خواصه الاختزاليّة.

### طاقة الهيدروجين البديلة
نتيجة الاضمحلال التدريجي لمصادر الطاقة المعتمدة على الوقود الأحفوري ظهرت اقتراحات بالاتجاه نحو مصادر طاقة بديلة تعتمد على الهيدروجين، فظهرت دراسات حول التوجّه نحو اقتصاد الهيدروجين من أجل استخدام الهيدروجين كحامل مستقبلي للطاقة. مع العلم أن تكاليف هذا التوجّه من بنية تحتية هيدروجينية مرتفعة جداً. تجدر الإشارة إلى أنّ الهيدروجين نفسه لا يعدّ عمليّاً ضمن ضوء التطبيقات الحالية مصدراً للطاقة، إنّما هو عبارة عن حامل للطاقة، وذلك أنّ اعتباره مصدر للطاقة يكون في مفاعلات الاندماج النووي، والتي لا تطبّق عمليّاً في شكل واسع.
من المشاكل التي تواجه العمل في استخدام الهيدروجين كحامل للطاقة هو كثافة الطاقة بالنسبة للحجم للهيدروجين السائل، حيث أنّها أقلّ من أيّ مصدر طاقة تقليدي، مع العلم أنّ كثافة الطاقة بالنسبة للكتلة أعلى من مصادر الطاقة التقليديّة. فعلى سبيل المقارنة بين الهيدروجين ووقود السيارات (البنزين)، فإنّ كثافة الطاقة بالنسبة للكتلة للهيدروجين أعلى منها للبنزين بأكثر من ضعفين، حيث تعادل 33.3 كيلوواط ساعي لكل كيلوغرام هيدروجين مقابل 12.7 كيلوواط ساعي لكل كيلوغرام بنزين. بالمقابل، فإنّ كثافة الطاقة بالنسبة للحجم للهيدروجين أقلّ بحوالي أربع مرات منها للبنزين، حيث تعادل 2360 كيلو واط ساعي لكلّ متر مكعب هيدروجين سائل مقابل 8760 كيلو واط ساعي لكل متر مكعب بنزين.
من مشروعات المحافظة على البيئة والاستغناء عن الوقود الأحفوري مشروع استخدام غاز الهيدروجين لإنتاج الطاقة وذلك عن طريق خلايا وقود. وخليّة الطاقة تُنتج الكهرباء من خلال تفاعل كيميائي باستخدام الهيدروجين والأكسجين، ومن أحد التطبيقات، السيّارات الهيدروجينيّة.

## المخاطر
إنّ غاز الهيدروجين غير سام وغير مضرّ بالبيئة، لذلك لا يذكر له قيمة عدديّة تعرّف حد التعرض للأخطار المهنية.
يشكّل الهيدروجين في بعض الحالات خطراً على السلامة البشريّة وذلك إمّا على شكل انفجارات أو حرائق عند امتزاجه مع الهواء أو لكونه مسبّباً للاختناق في جوّ خال ٍ من الأكسجين. عند تراكيز عالية من الهيدروجين تفوق 30% تبدأ عوارض عدم انتظام حركات الجسم وفقدان الوعي، والتي يمكن ان تنتهي بالوفاة في حال عدم توفّر الأكسجين.
إنّ الهيدروجين غاز له قابلية كبيرة للاشتعال حتّى في التراكيز القليلة (4%). كما أنّه يتفاعل بشدّة مع الكلور والفلور لينتج أحماض أكّالة والتي تكون مضرّة للجهاز التنفسي عند استنشاقها كما أنّها مخرّشة للأنسجة الحيويّة. وعند خلطه مع الأكسجين فإنّ الهيدروجين ينفجر عند الاشتعال. والهيدروجين أيضاً له خاصّيّة فريدة وهي أنّ شعلته في الهواء نظيفة تماما. وعلى هذا فإنّه من الصعب معرفة حدوث أي احتراق يحدث من تسرّب الهيدروجين، كما أنّه هناك خطر كبير من أن يكون هناك حريق هيدروجين بدون أي ملاحظة.
بالإضافة إلى ذلك، فإنّ الهدروجين السائل يكون في حالة تبريد عميق ويمكن بذلك أن يسبّب ما يسمّى عضة برد، والتي يمكن ان تحدث عند التعامل مع السوائل المبرّدة بشدّة.

## اقرأ أيضًا
- نقيض الهيدروجين
- دورة الهيدروجين
- هيدروجين ثلاثي الذرة
- قائمة أسماء العناصر الكيميائية وأصلها

## هوامش

## وصلات خارجية
- الهيدروجين في الموسوعة العربية
- صور الهيدروجين
- الهيدروجين خواصه واستخاماته وتطبيقاته
- معمل ريكين العلمي للإشعاع، اليابان - أبحاث الهيدروجين الثقيل